# Sistem
Sistem är en slagverksgrupp från Rumänien. De är internationellt mest kända för deras bidrag i Eurovision Song Contest 2005 i Kiev, då de representerade sitt hemland tillsammans med Luminita Anghel. Bidraget hette Let Me Try och vann semifinalen. I finalen slutade de på tredjeplats. Under framträdandet spelade Sistem förutom på slagverk även på oljefat.